# Cordia polycephala
Cordia polycephala là loài thực vật có hoa trong họ Mồ hôi. Loài này được (Lam.) I.M.Johnst. mô tả khoa học đầu tiên năm 1935.